# Кудияр Новый
Кудия́р Но́вый (укр. Кудіяр Новий, крымскотат. Yañı Qudiyar, Янъы Къудияр) — исчезнувшее село в Первомайском районе Республики Крым, располагавшееся на востоке района, в степной части Крыма, около 3,5 километрах южнее села Гвардейское.

## История
Впервые в исторических документах селение встречается в Статистическом справочнике Таврической губернии. Ч.II-я. Статистический очерк, выпуск пятый Перекопский уезд, 1915 год, согласно которому в экономии Караманова Кудь-Яр Александровской волости Перекопского уезда, вместе с одноимённой деревней, числилось 32 двора с татарским населением в количестве 84 человек приписных жителей и 80 — «посторонних» (согласно энциклопедическому словарю «Немцы России» — это было немецкое поселение с 33 жителями, но другими источниками эта информация пока не подтверждается).
После установления в Крыму Советской власти и учреждения 18 октября 1921 года Крымской АССР, в составе Джанкойского уезда был образован Курманский район, в состав которого включили село. В 1922 году уезды получили название округов. 11 октября 1923 года, согласно постановлению ВЦИК, в административное деление Крымской АССР были внесены изменения, в результате которых был ликвидирован Курманский район и село включили в состав Джанкойского. Согласно Списку населённых пунктов Крымской АССР по Всесоюзной переписи 17 декабря 1926 года, в селе Кудияр Новый, Акчоринского (русского) сельсовета Джанкойского района, числилось 7 дворов, все крестьянские, население составляло 40 человек, все русские. В последний раз в доступных источниках, как Новый Кудияр, встречается на карте 1931 года.